# Fech-fech
Pour les articles homonymes, voir Fech.
Le fech-fech (en arabe : فش فش) est, en géologie, un matériau granulaire à la granulométrie très fine.

## Description
Le fech-fech est une structure géologique à la granulométrie très fine, apparentée aux limons. Provenant de l'érosion éolienne de roches argilo-calcaires, cette formation pulvérulente est relativement commune dans les déserts, présente de manière libre sous une fine croûte indurée constituée d'évaporats,.
Les géologues distinguent deux types de fech-fech :
- les fech-fech développés au cours de l'Holocène, dans des boues lacustres ou sédiments fluvio-lacustres. Ces sols comportent environ 40 % de particules fines d'origine calcaire — inférieures à 20 µm — et d'une bonne portion de sels solubles, ce qui les distingue des sols exclusivement sableux que l'on rencontre alentour ;
- les fech-fech issus de schistes argileux.

Ces sols sont tellement peu cohésifs qu'ils sont incapables de constituer des dunes.

## Localisation
Du fait de cette altération superficielle, la présence de fech-fech en subsurface est difficile à repérer avant de pénétrer la zone. Ceci constitue un risque lors des traversées de véhicules des zones désertiques, les roues s'enfonçant très facilement dans cette substance qui rappelle alors les sables mouvants secs (en). Ce type de « piège » remplit notamment la dépression de Qattara, rendant cette portion du Sahara incirculable.
Dubief situe de grandes étendues de fech-fech au sein de l'Amadror.